# Université des Juifs
L'Université des Juifs désigne le collège de Juifs chargé d'organiser la vie quotidienne, le culte et les taxes imposées à la communauté israélite d'une ville ou d'une région. 

## Exemples
- Université des Juifs de Marseille
- Université des Juifs de Piémont[1]
- Université des Juifs de Nice[2]